# میساسا، توتوری
میساسا، توتوری (به لاتین: Misasa, Tottori) یک منطقهٔ مسکونی در ژاپن است که در استان توتوری واقع شده‌است. میساسا ۶٬۴۰۷ نفر جمعیت دارد.